# (473021) 2015 HC57
(473021) 2015 HC57 es un asteroide perteneciente al cinturón de asteroides, descubierto el 6 de julio de 2005 por el equipo del Spacewatch desde el Observatorio Nacional de Kitt Peak, Arizona, Estados Unidos.

## Designación y nombre
Designado provisionalmente como 2015 HC57.

## Características orbitales
2015 HC57 está situado a una distancia media del Sol de 3,132 ua, pudiendo alejarse hasta 3,511 ua y acercarse hasta 2,753 ua. Su excentricidad es 0,120 y la inclinación orbital 4,966 grados. Emplea 2024 días en completar una órbita alrededor del Sol.

## Características físicas
La magnitud absoluta de 2015 HC57 es 16,4.